# Прищина (община)
Община Прищина се намира в Прищински окръг, Косово, с площ 854 км2 и население около 700 000 души (2007). Административен център на общината е град Прищина.